# Ryugyong Hotel
Il Ryugyong Hotel o Albergo Ryugyong (류경호텔?, Ryugyŏng Hot'elMR) è un grattacielo di 105 piani ubicato a Pyongyang, in Corea del Nord. Il suo nome ("capitale dei salici") deriva da uno dei nomi storici della città di Pyongyang. La costruzione dell'edificio iniziò nel 1987, ma venne fermata nel 1992 a causa dello stato economico disastroso in cui versava il paese. La struttura è rimasta senza finestre e interni per 16 anni, fino a quando nell'aprile del 2008 è ripresa la costruzione sotto la supervisione della società di costruzioni del Gruppo Orascom, che ha investito notevolmente nella telefonia mobile e nell'edilizia in Corea del Nord.
L'edificio raggiunge un'altezza di 330 metri e possiede 360 000 m² di area calpestabile; è la più grande struttura della Corea del Nord e l'edificio più alto nel panorama urbano cittadino. Il completamento del Ryungyong Hotel era stato programmato per il Festival mondiale della gioventù e degli studenti del giugno 1989, e se questo obiettivo fosse stato raggiunto l'edificio sarebbe diventato l'albergo più alto del mondo. L'altezza della struttura incompleta non è stata superata da nessun altro albergo fino al completamento del Rose Tower di Dubai nel 2009.
Nonostante l'edificio si imponga in altezza sul panorama di Pyongyang, il governo ne ha negato l'esistenza per molti anni, cancellandolo dalle mappe di Pyongyang e arrivando addirittura a diffondere immagini manipolate. I presunti problemi associati alla sua costruzione hanno portato i media a definirlo "L'edificio peggiore nel mondo", "Albergo della morte" e "Albergo fantasma".
L'esterno dell'albergo è stato completato nel 2011.

## Storia

### Le origini
Il progetto di un grande hotel fu la risposta del governo nordcoreano durante la guerra fredda al completamento dell'ex hotel più alto del mondo, il Westin Stamford Hotel a Singapore, costruito nel 1986 da parte della azienda sudcoreana SsangYong Group. Il governo nordcoreano immaginava il suo progetto come un canale per gli investitori occidentali nel proprio mercato. Un'azienda, la Ryugyong Hotel Investment and Management Co., fu fondata per attrarre una cifra di almeno 230 milioni di dollari di investimenti stranieri. Un rappresentante del governo nordcoreano promise che gli investitori esteri avrebbero potuto gestire casinò, night club e lounge giapponesi. L'azienda nordcoreana Baikdoosan Architects & Engineers (conosciuta anche come Baekdu Mountain Architects and Engineers) iniziò la costruzione dell'edificio a forma piramidale nel 1987.

### L'interruzione dei lavori

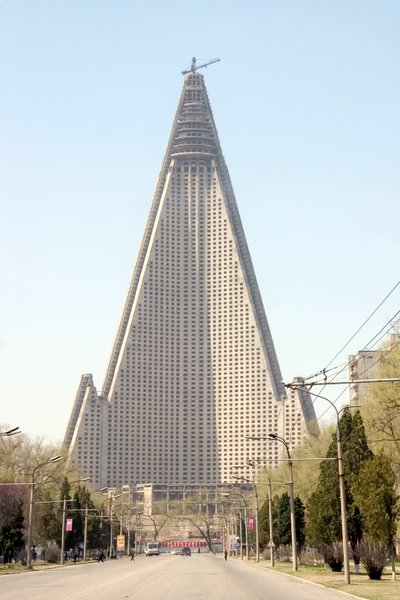
Il Ryugyong Hotel come appariva tra il 1992 e il 2008.

L'apertura dell'hotel era programmata per il giugno 1989 per il Festival mondiale della gioventù e degli studenti, ma dei problemi con i materiali e con i metodi di costruzione la ritardarono. Se i tempi inizialmente stabiliti fossero stati rispettati, avrebbe sorpassato il Westin Stamford Hotel diventando l'hotel più alto del mondo e avrebbe guadagnato la settima posizione come edificio più alto del globo.
Nel 1992, dopo il completamento della struttura portante in tutta la sua altezza, i lavori furono interrotti per mancanza di fondi durante la carenza di elettricità e alimenti. I giornali giapponesi stimarono i costi di costruzione in circa 750 milioni di dollari, ovvero il 2% del PIL della Corea del Nord. Per oltre un decennio l'edificio rimase senza infissi e impianti elettrici, apparendo come un guscio vuoto di cemento armato. Una gru arrugginita sulla sommità, che la BBC definì come "un promemoria dell'ambizione intralciata dello stato totalitario", diventò un impianto permanente.
In un articolo del 2006 l'ABC News chiese se la Corea del Nord avesse sufficiente materie prime o energia per un progetto così imponente. Un ufficiale del governo nordcoreano rispose al Los Angeles Times nel 2008 che la costruzione fu interrotta "perché la Corea del Nord era a corto di soldi". Un decennio dopo l'inizio della costruzione la Camera di commercio dell'Unione europea in Corea condusse un'ispezione dell'edificio, concludendo che la struttura era irreparabile.

### La ripresa dei lavori

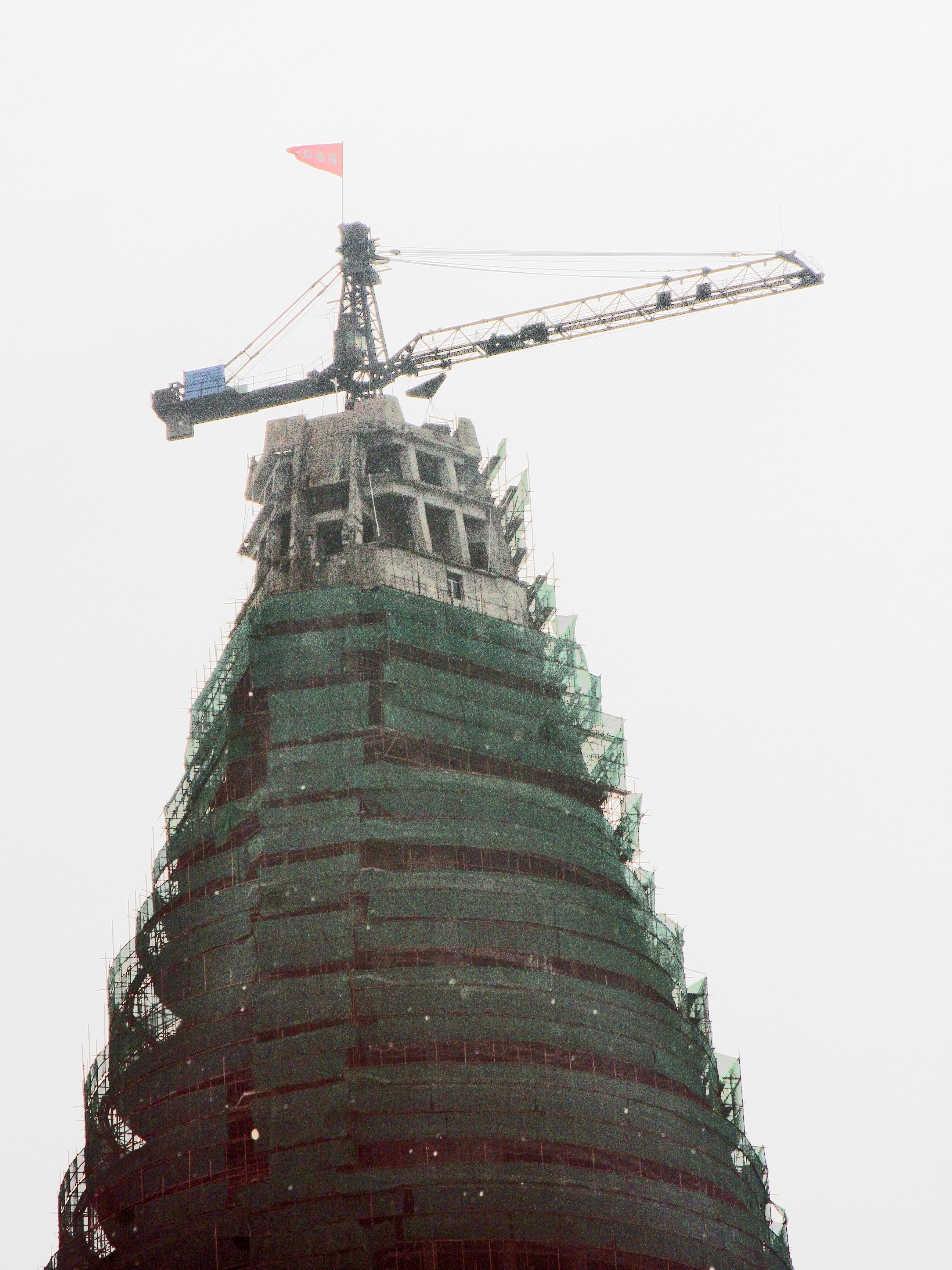
La cima dell'albergo nel settembre 2008.

Nell'aprile del 2008, dopo 16 anni di inattività, alcuni turisti stranieri a Pyongyang riferirono che l'egiziana Orascom aveva iniziato la ristrutturazione degli ultimi piani dell'edificio facendo installare pannelli di vetro e antenne di comunicazione. La sussidiaria Orascom Telecom confermò il coinvolgimento nella costruzione della struttura come parte dello sviluppo delle infrastrutture della rete GSM in Corea del Nord per 100 000 utenti. Orascom ha negato che l'accesso esclusivo al mercato delle telecomunicazioni nordcoreano fosse direttamente collegato al completamento del grattacielo: lo si preferisce definire come un atto che "costruisce buoni rapporti tra le persone" in quanto la compagnia non può intraprendere una sponsorizzazione aziendale in Corea del Nord.
Nel 2008 il Comitato per le Relazioni Culturali con le Nazioni Straniere annunciò al Los Angeles Times che la ristrutturazione del Ryugyong Hotel sarebbe stata completata per il 2012, coincidendo con il 100º anniversario della nascita del Presidente Eterno Kim Il-sung. Un portavoce della Orascom indicò come obiettivo della ristrutturazione il "lifting" della facciata per renderla visivamente più attraente. Nel 2009, il direttore operativo della Orascom, Khaled Bichara, ha dichiarato che erano stati risolti alcuni problemi strutturali dell'edificio e che sarebbe stato posizionato un ristorante agli ultimi piani dell'albergo. I lavori sull'esterno dell'edificio si sono conclusi a luglio 2011 e, nel 2012 sono state pubblicate per la prima volta fotografie raffiguranti l'interno dell'albergo. Nel novembre 2012, la società di gestione di alberghi di lusso Kempinski ha dichiarato che l'apertura sarebbe stata prevista per la metà del 2013. Il Ryugyong Hotel terminato sarà diviso tra camere d'albergo, appartamenti e strutture commerciali.
Nel marzo 2013 Kempinski ha annunciato che l'edificio non può essere aperto in quanto "l'entrata nel mercato dell'albergo non è attualmente possibile". Secondo alcuni, le tensioni internazionali dovute al test nucleare del 2013, i problemi economici, le frequenti interruzioni e la lentezza nell'esecuzione dei lavori sono fattori che avrebbero posticipato l'apertura dell'albergo ad un periodo tuttora indefinito.

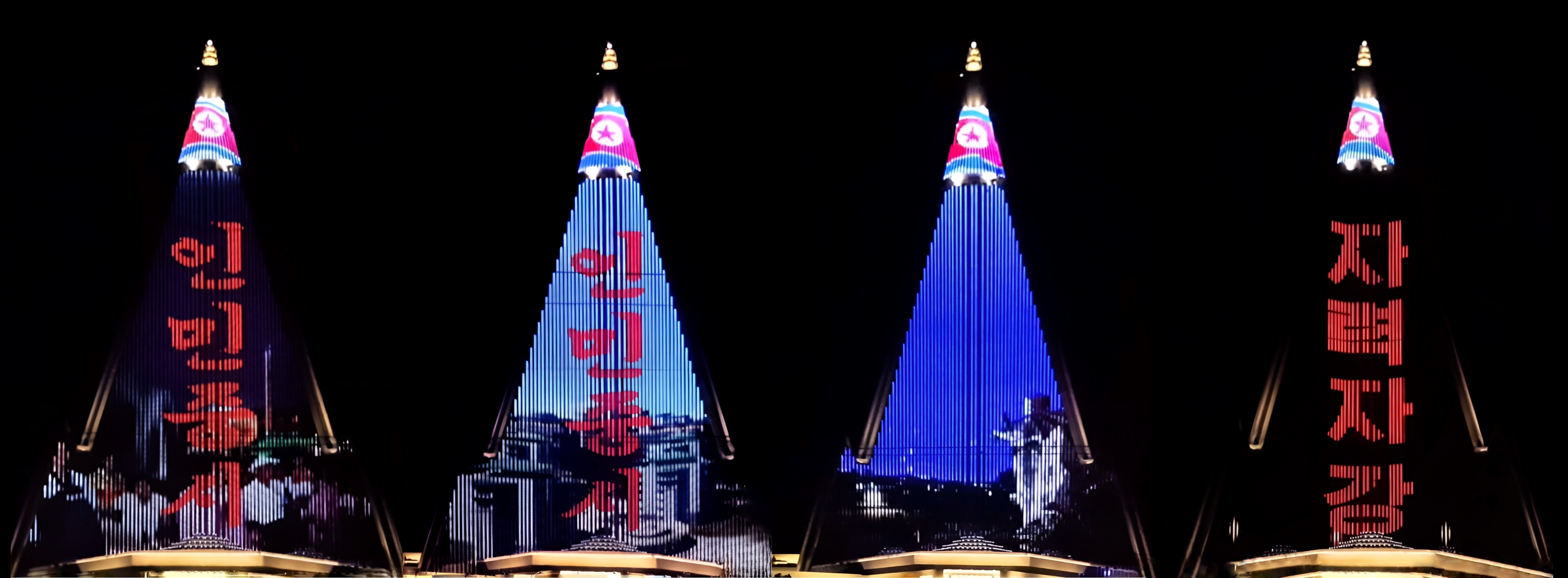
L'edificio di notte su cui sono proiettati i messaggi di propaganda

A tutto il 2021 l'albergo non risulta ancora aperto. Le sue facciate esterne sono state frattanto rivestite di led, onde trasformare la struttura in una sorta di enorme maxischermo finalizzato a proiettare immagini.

## Architettura

Confronto approssimativo del profilo del Ryugyong Hotel con quelli di alcuni altri notevoli edifici piramidali o quasi piramidali

Il grattacielo consiste in 3 ali inclinate a 75º che convergono in un punto comune a forma di pinnacolo, ognuna misura 100 metri in lunghezza e 10 metri in larghezza. L'edificio è sormontato da un cono tronco largo 40 metri, formato da 8 piani predisposti per ruotare, e altri 6 piani fissi in cima. Questa struttura terminale era organizzata per ospitare 5 ristoranti girevoli. L'edificio è circondato da padiglioni, giardini e terrazze. Secondo alcune fonti può contenere 3 000 stanze per gli ospiti, o 7 665 secondo altre fonti. La struttura è costruita in cemento armato, ed è coperta da vetro specchiato.
Dalle informazioni trapelate si apprende che, tra i principali difetti dell'edificio, vi sono la scarsa qualità della struttura portante e l'imprecisione dell'allineamento dei vani ascensore.

## Galleria d'immagini

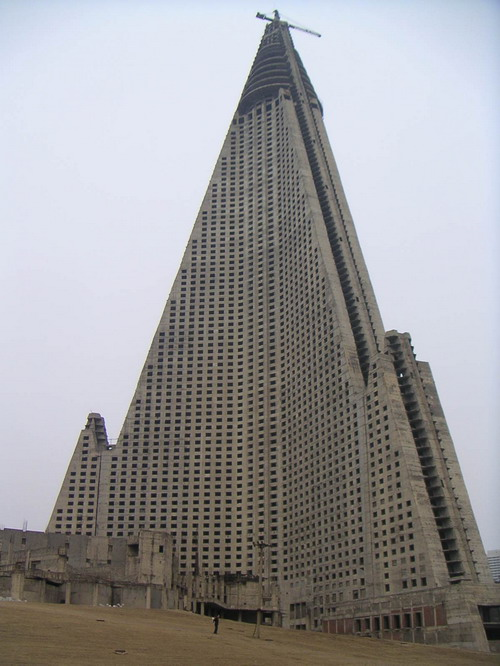
Marzo 2004.
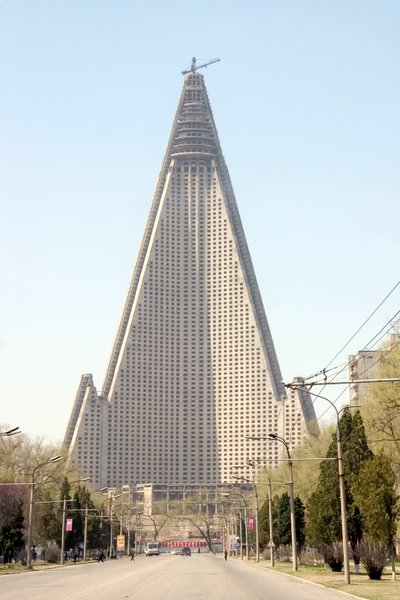
Aprile 2005.
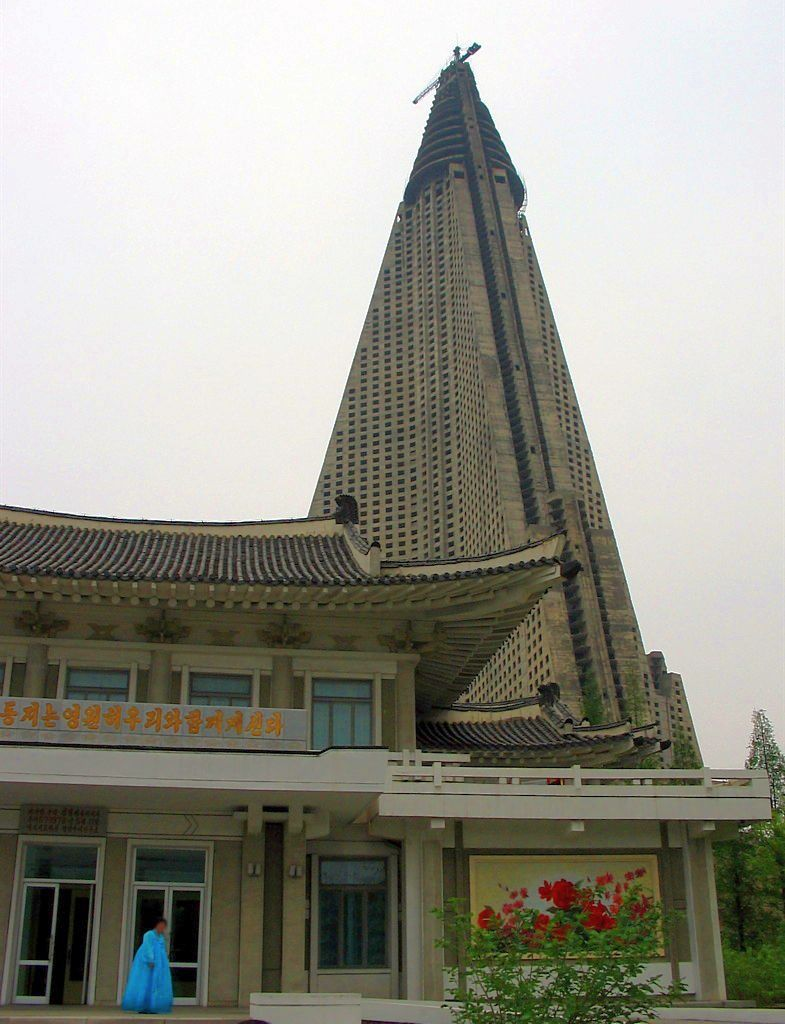
Maggio 2005.
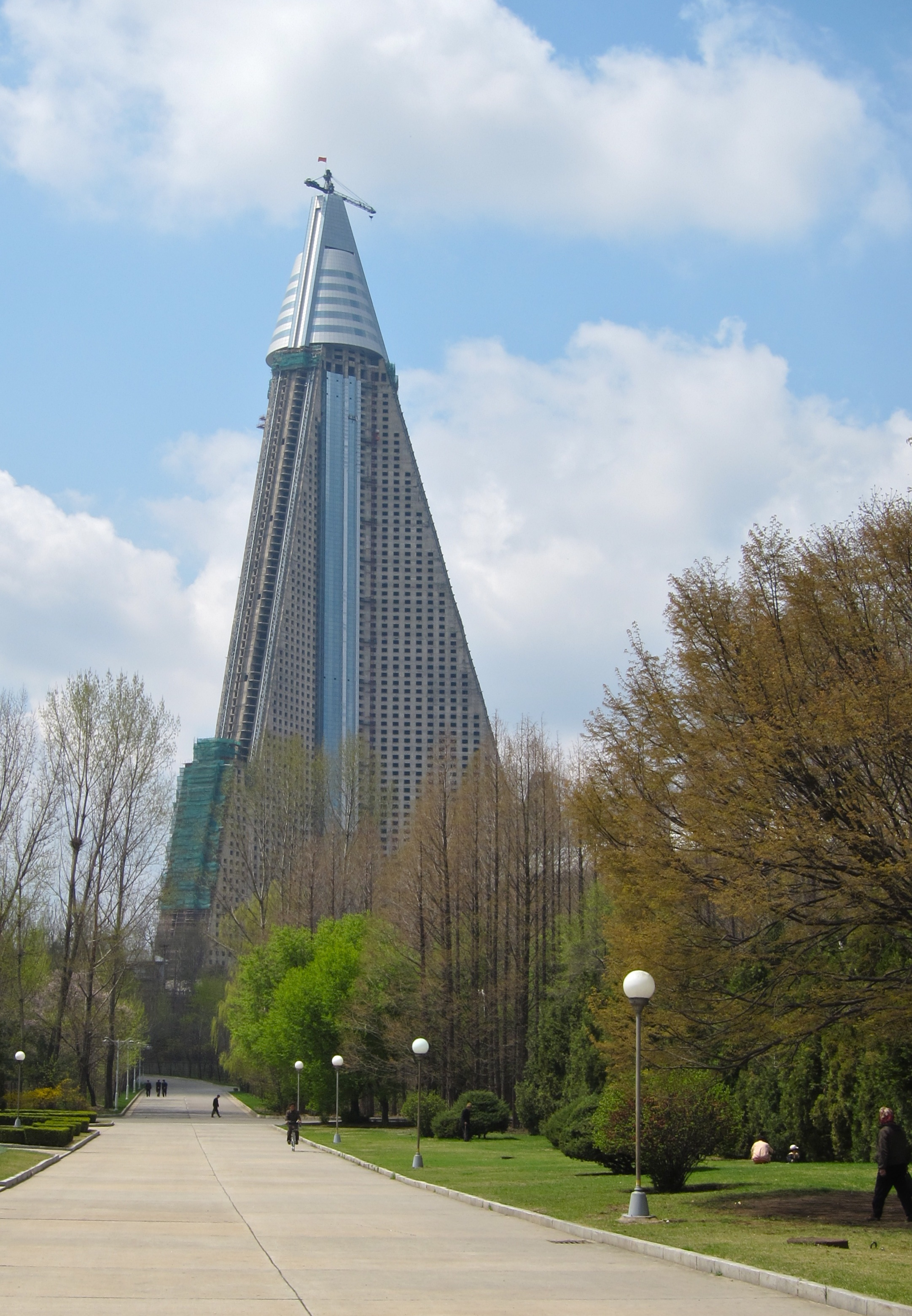
Aprile 2010.
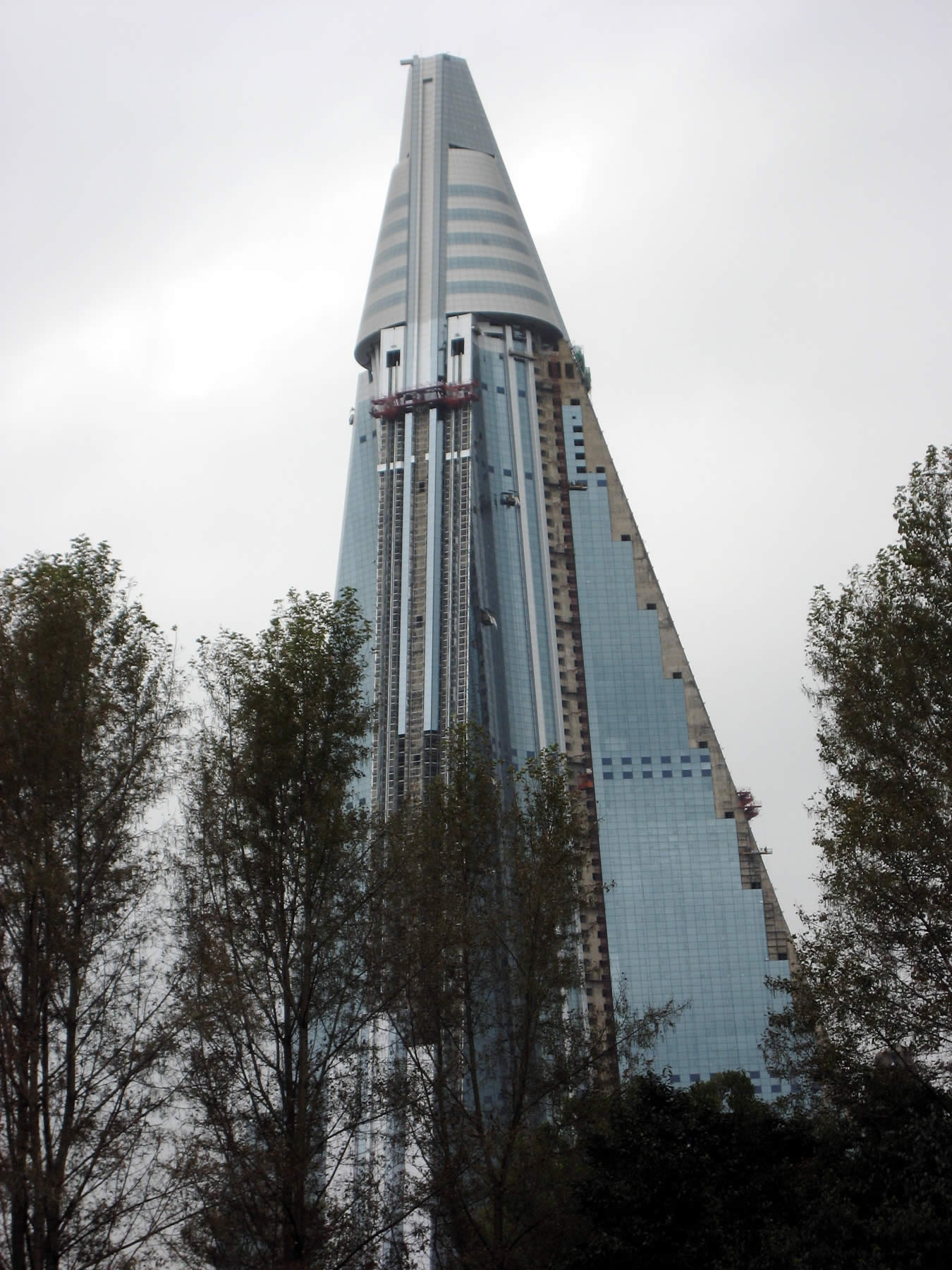
Ottobre 2010.
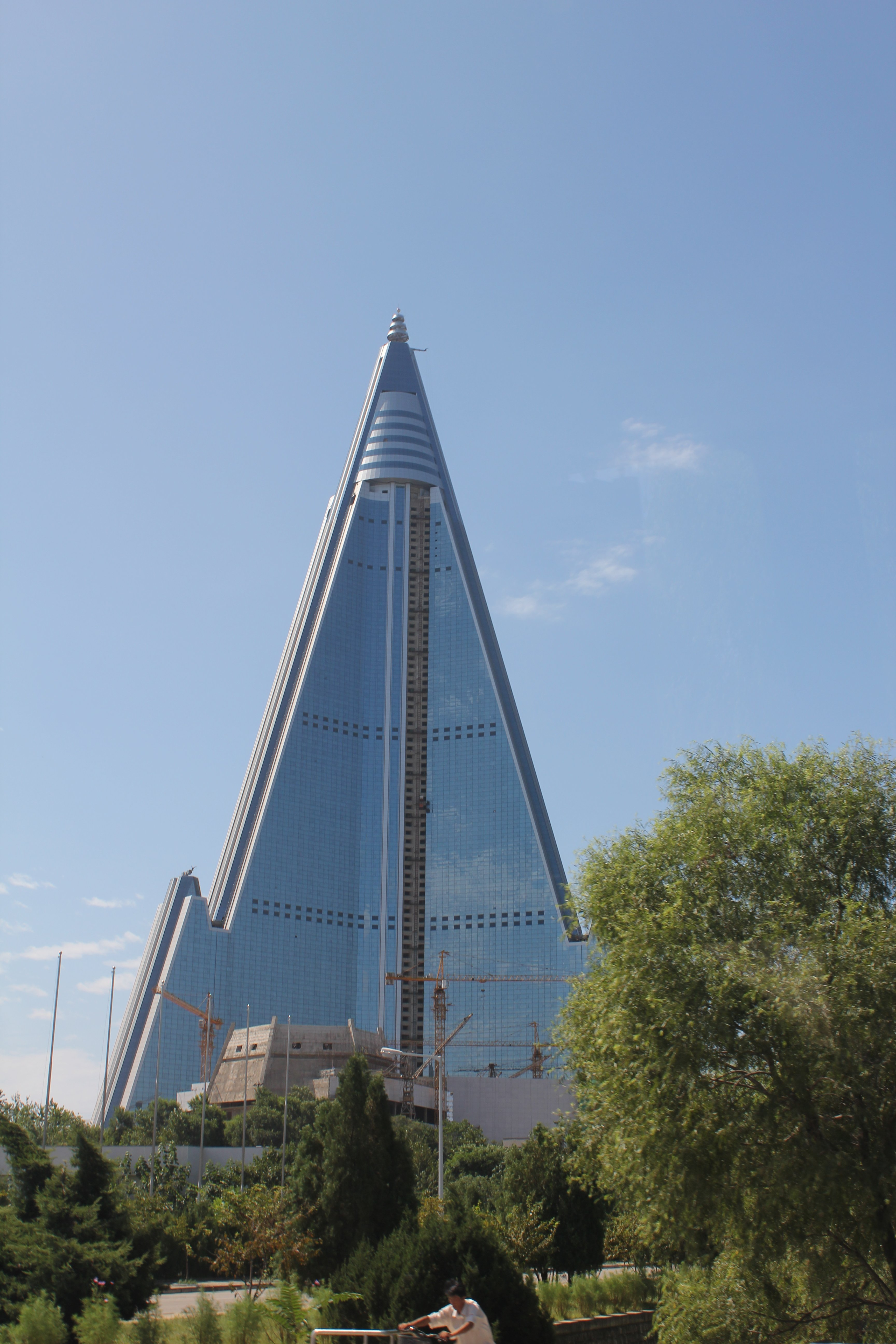
Settembre 2011.
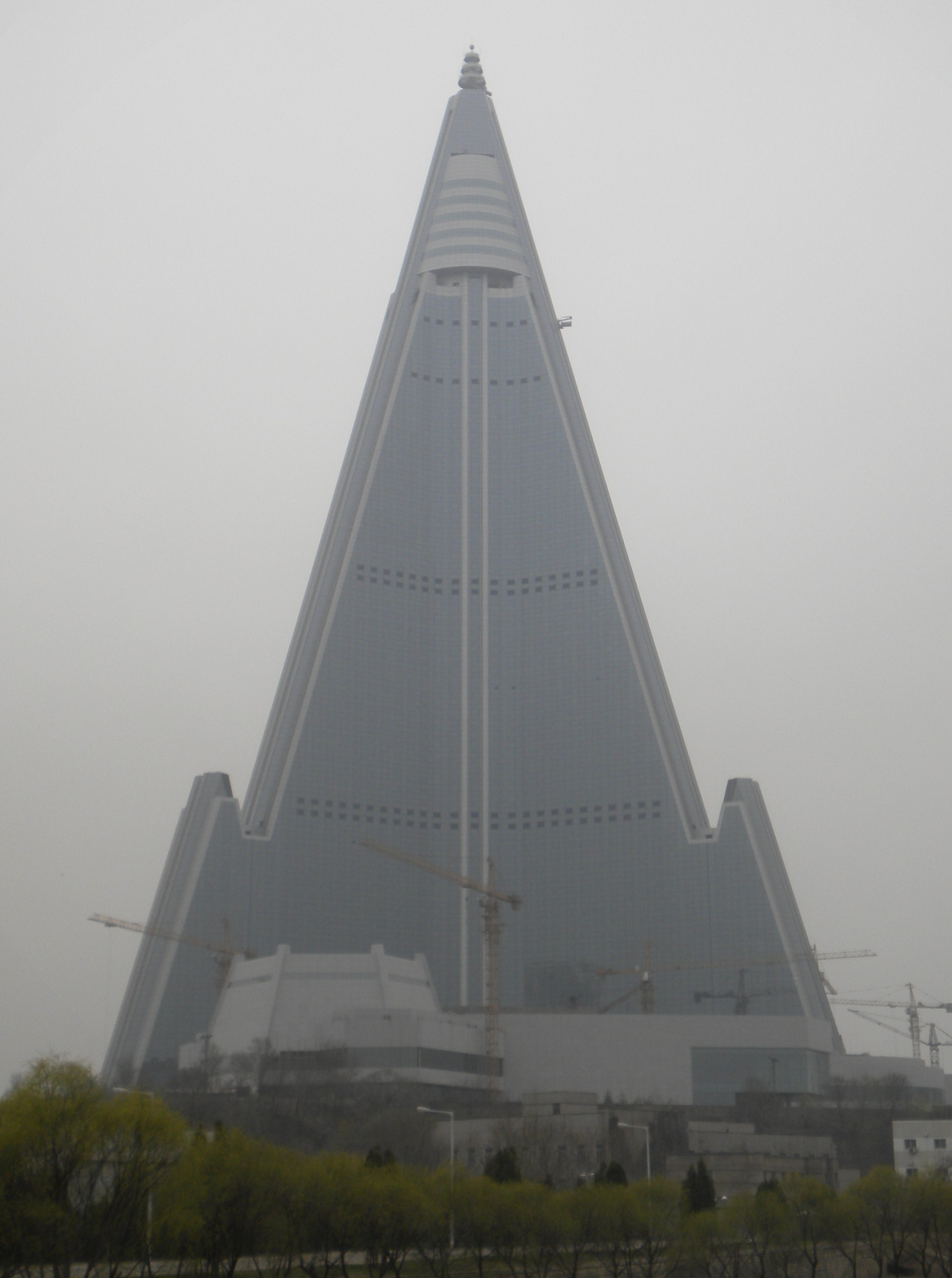
Aprile 2012.
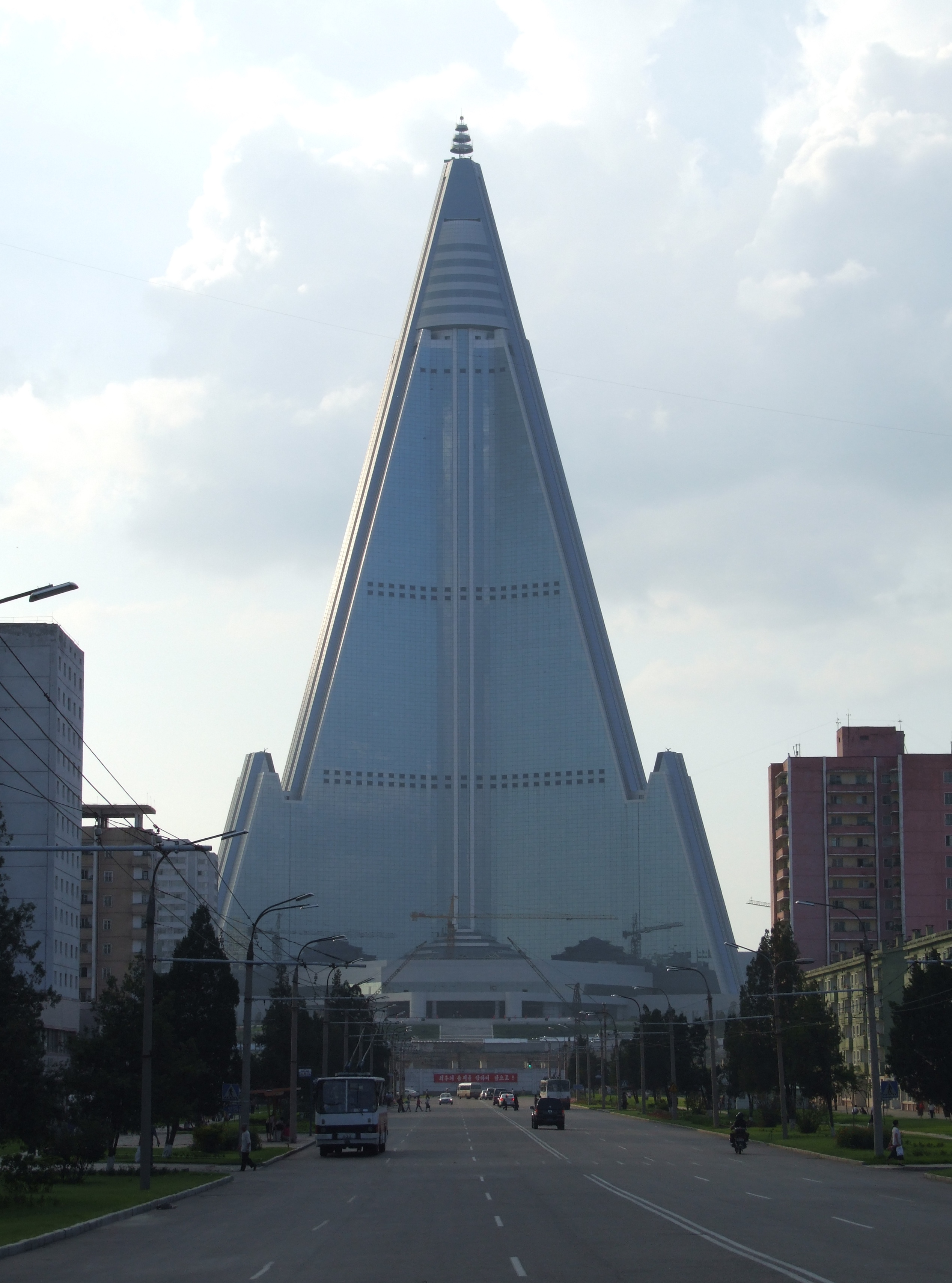
Agosto 2012.
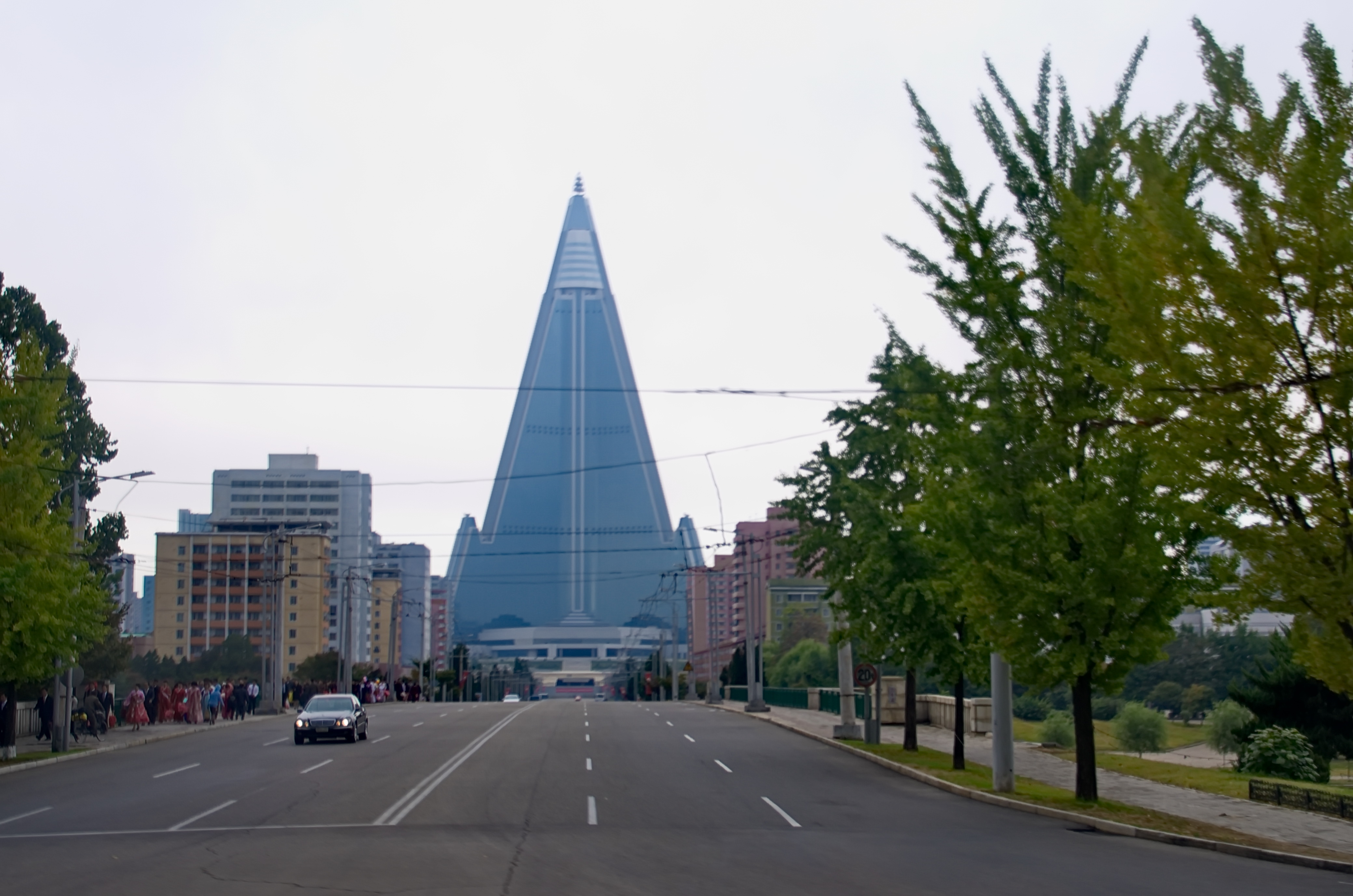
Ottobre 2015.